# Жив човек
Жив човек је српски филм из 2020. године у режији Олега Новковића и по сценарију Милене Марковић.

## Радња
Жив човек је меланхолична комедија о човеку који након великих разочарења у своје најближе покушава да врати слободу. Шта је слобода и када је човек жив, о томе говори овај филм.
Заплет филма прати судбину београдског рокера и некадашњег члана бенда “Синови” Игора Ђелића-Ђелу, који живи са женом Сунчицом, са којом има доста проблема, али и много заједнички проведених година.
У хаосу свакодневнице, услед једног жениног узнемирујућег признања и новости које му приређује ћерка тинејџерка, он схвата да жели да промени свој живот и одлучује да почне све испочетка, а можда и да покуша да исправи неке грешке из прошлости. Међутим, нижу се непредвиђени догађаји који га одводе у другом правцу.
Ово је емотивна прича о животу који живимо и животу који смо желели да живимо, о последицама грешака које сваки живот са собом носи, прича о слободи, љубави, породици и спокоју, наводе аутори филма.

## Улоге
| Никола Ђуричко    | Ђела              |
| Нада Шаргин       | Сунчица           |
| Бојан Жировић     | Шумар             |
| Јана Бјелица      | Вида              |
| Филип Хајдуковић  | Вукан             |
| Ива Милановић     | Јована            |
| Стефан Трифуновић | Ненад             |
| Ивана Вуковић     | Јасна             |
| Бранко Цвејић     | Светозар          |
| Тања Бошковић     | Ђина              |
| Миодраг Крстовић  | Драган            |
| Марта Бјелица     | Бранислава        |
| Соња Колачарић    | Ана Великић       |
| Ненад Ћирић       | Јова              |
| Невена Кочовић    | Вера              |
| Тања Пјевац       | медицинска сестра |